# Lista das cidades mais populosas do mundo
Esta é a lista das cidades mais populosas do mundo. As Nações Unidas usam três definições para o que constitui uma cidade, pois nem todas são classificadas usando os mesmos critérios em todas as jurisdições. As cidades podem ser definidas por sua delimitação oficial, que é a área sob os limites administrativos de um governo local (ex: municípios), a extensão de sua área urbana ou as suas regiões metropolitanas. A maior cidade por população usando a definição delimitação oficial é Xunquim, na China . A maior cidade por população usando a definição de área metropolitana, que é um termo solto referindo-se à área urbana e suas áreas primárias de influência, é Tóquio, no Japão. A maior cidade por população usando a definição de área urbana, que é um termo que se refere a uma área contígua com uma certa densidade populacional, também é Tóquio, no Japão.

## Definições

### Delimitação administrativa

O município de Xunquim, na China, cuja área administrativa é do tamanho da Áustria, tem a maior população para uma cidade propriamente dita. No entanto, mais de 70% de seus moradores vivem em áreas rurais.

Uma cidade pode ser definida por seus limites administrativos (cidade propriamente dita). O UNICEF define cidade propriamente dita como "a população que vive dentro dos limites administrativos de uma cidade ou é controlada diretamente por uma única autoridade", ou seja, é uma localidade definida de acordo com limites legais ou políticos e um estatuto urbano administrativamente reconhecido que geralmente é caracterizado por alguma forma de governo local.
O uso da definição dos limites administrativos pode não incluir áreas suburbanas onde vive uma proporção importante da população que trabalha ou estuda na cidade em si. Por causa dessa definição, o número de população da cidade pode diferir muito com o número de população da área urbana, já que muitas cidades são amálgamas de municípios menores. No entanto, inversamente, muitas cidades também podem  governar territórios que se estendem muito além da tradicional "cidade propriamente dita" em áreas suburbanas e rurais. O município chinês de Xunquim, que reivindica ser a maior cidade do mundo, compreende uma enorme área administrativa de 82.403 km², do tamanho da Áustria. No entanto, mais de 70% de sua população de 30 milhões são, na verdade, trabalhadores agrícolas que vivem em um ambiente rural.

### Área urbana
Uma cidade pode ser definida como uma área urbana condicionalmente contígua, sem levar em conta os limites territoriais ou outros dentro de uma área urbana. O UNICEF define uma "área urbana" da seguinte forma:

A definição de "urbano" varia de país para país e, com reclassificações periódicas, também pode variar dentro de um país ao longo do tempo, dificultando comparações diretas. Uma área urbana pode ser definida por um ou mais dos seguintes critérios: critérios administrativos ou limites políticos (por exemplo, área dentro da jurisdição de um município ou comitê municipal), um tamanho populacional limite (onde o mínimo para um assentamento urbano é região de 2.000 pessoas, embora isso varie globalmente entre 200 e 50.000), densidade populacional, função econômica (por exemplo, onde uma maioria significativa da população não está principalmente envolvida na agricultura, ou onde há excesso de emprego) ou a presença de características urbanas (por exemplo, ruas pavimentadas, iluminação elétrica, esgoto).
De acordo com a Demographia, uma área urbana é uma massa de terra continuamente construída de desenvolvimento urbano que está dentro de um mercado de trabalho (área metropolitana ou região metropolitana) e não contém terra rural.

### Área metropolitana

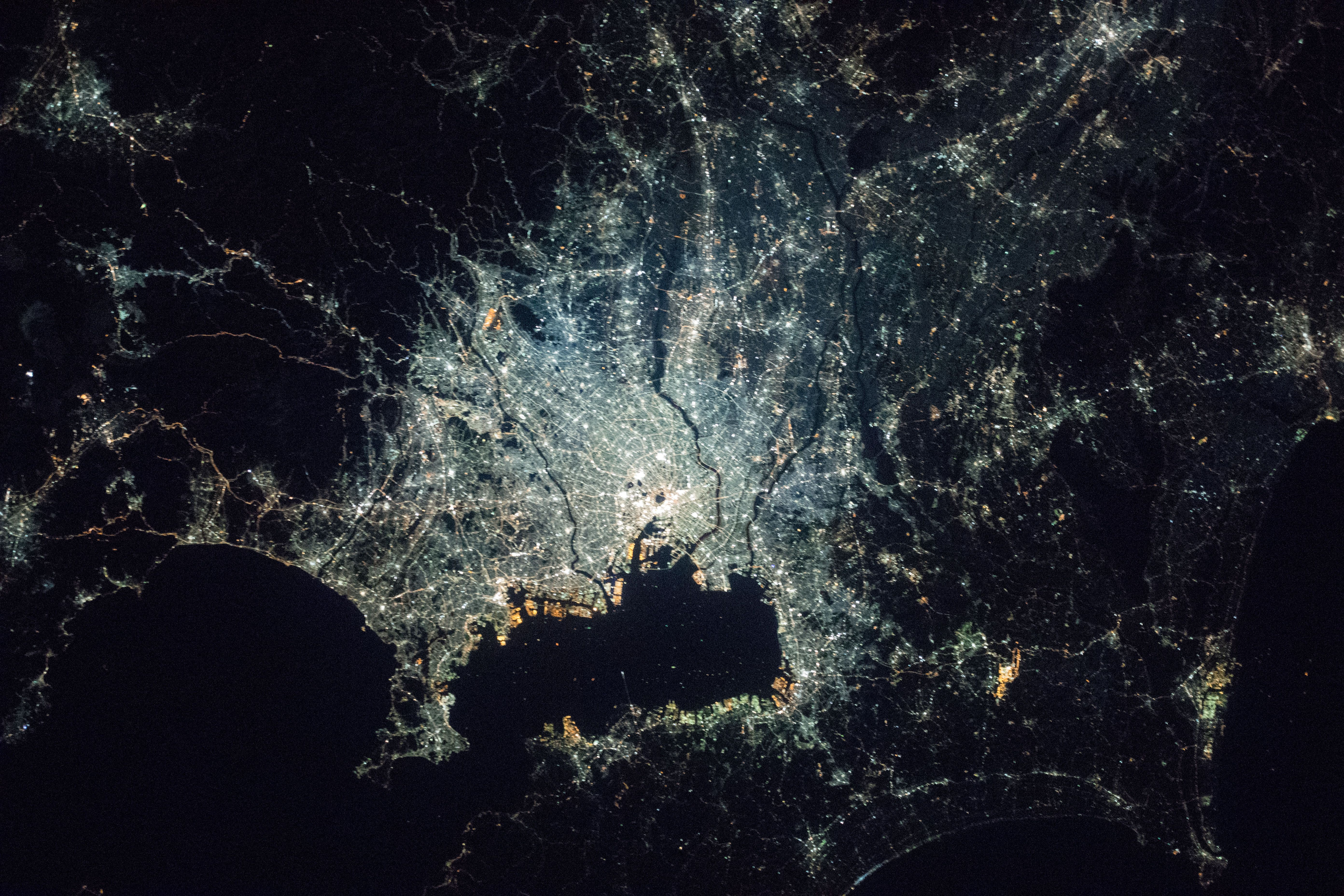
Tóquio é amplamente considerada a maior cidade do mundo (por área urbana e área metropolitana). A imagem de satélite mostra que sua urbanização ultrapassou os limites administrativos da cidade.

Uma cidade pode ser definida pelos habitantes de sua população demográfica, como por área metropolitana, ou área de mercado de trabalho. O UNICEF define a área metropolitana da seguinte forma:

Uma área formal do governo local que compreende a área urbana como um todo e suas principais áreas de deslocamento, normalmente formada em torno de uma cidade com grande concentração de pessoas (ou seja, uma população de pelo menos 100.000). Além da cidade propriamente dita, uma área metropolitana inclui tanto o território circundante com níveis urbanos de densidade quanto algumas áreas adicionais de baixa densidade que são adjacentes e ligadas à cidade (por exemplo, por meio de transporte frequente, ligações rodoviárias ou instalações pendulares).
Em muitos países, as áreas metropolitanas são estabelecidas com uma organização oficial ou apenas para fins estatísticos. Nos Estados Unidos, a área metropolitana estatística (MSA, sigla em inglês) é definida pelo Office of Management and Budget (OMB) para fins estatísticos. Nas Filipinas, as áreas metropolitanas têm uma agência oficial, como a Metropolitan Manila Development Authority (MMDA), que administra Grande Manila. Existem agências semelhantes na Indonésia, como a Agência de Cooperação para o Desenvolvimento Jabodetabekjur para a Região Metropolitana de Jacarta.

## Lista
Existem 81 cidades com uma população superior a 5 milhões de pessoas, de acordo com as estimativas das Nações Unidas de 2018. Os números da ONU são uma mistura de cidade propriamente dita, área metropolitana e área urbana. Várias cidades, como Jacarta e Seul, têm números de população metropolitana/urbana significativamente maiores que são excluídos dos dados da ONU.

Tóquio tem uma população de 39 milhões (área urbana)
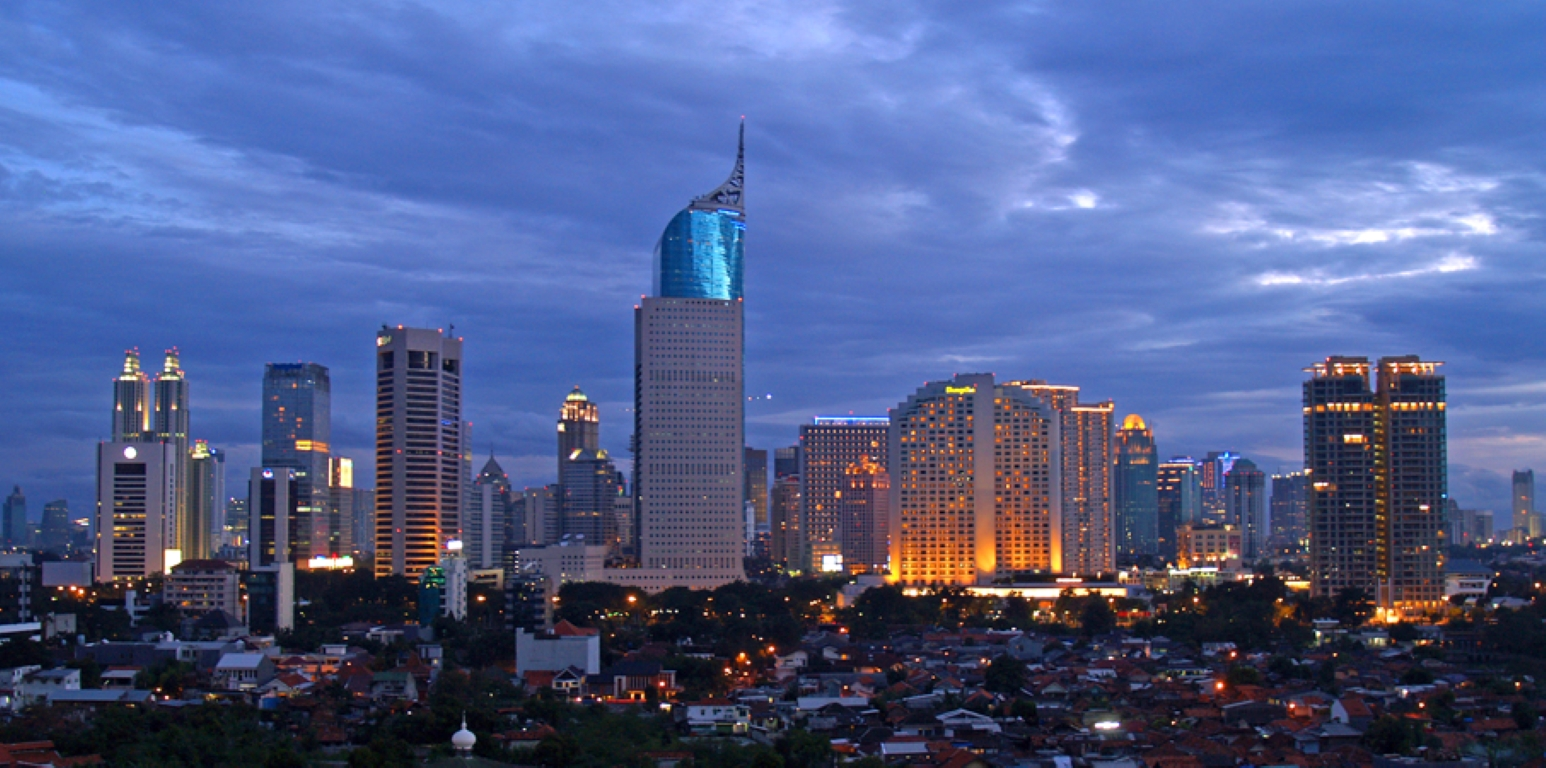
Jacarta tem uma população de 35 milhões (área urbana)
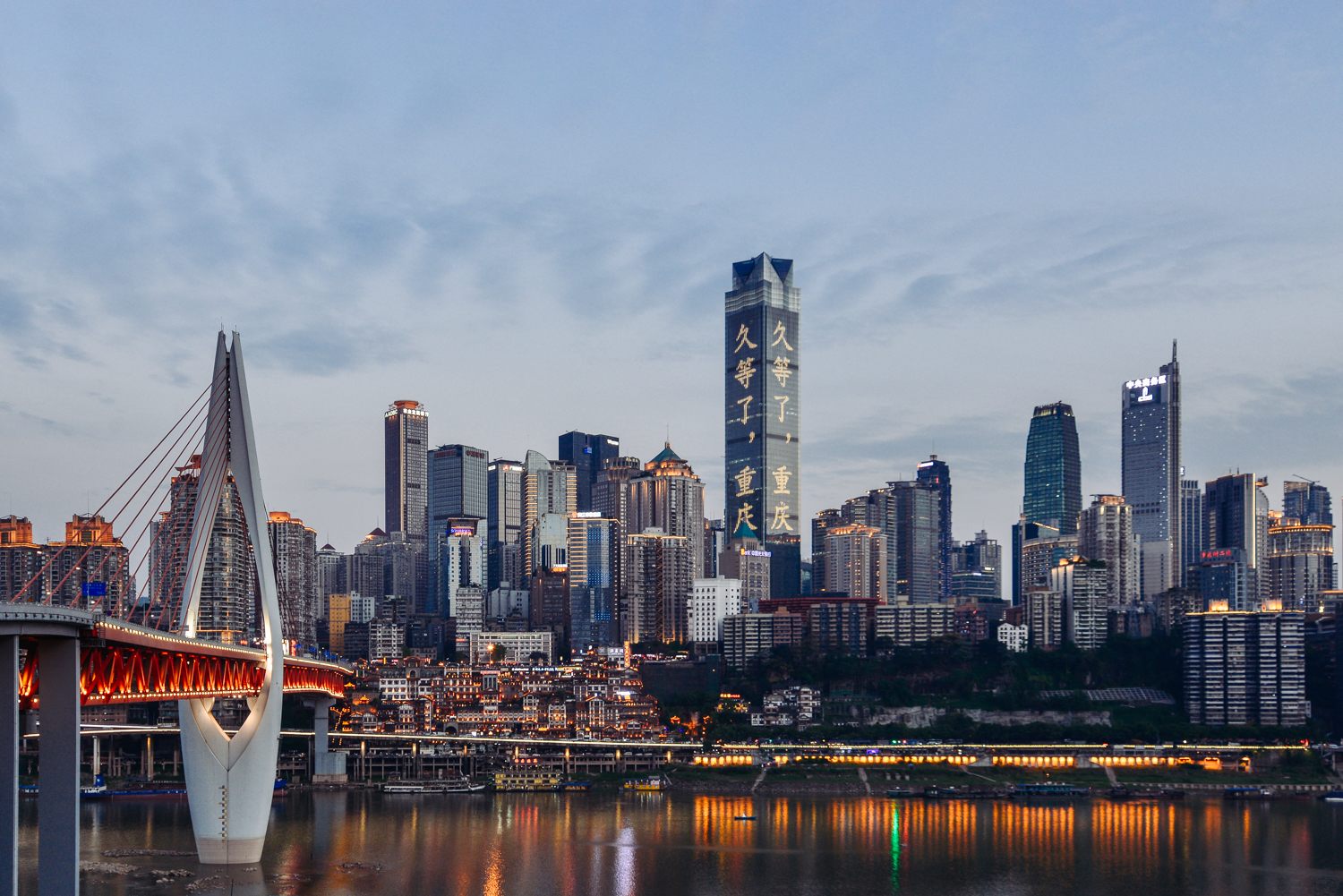
Xunquim tem uma população de 32 milhões (delimitação administrativa)
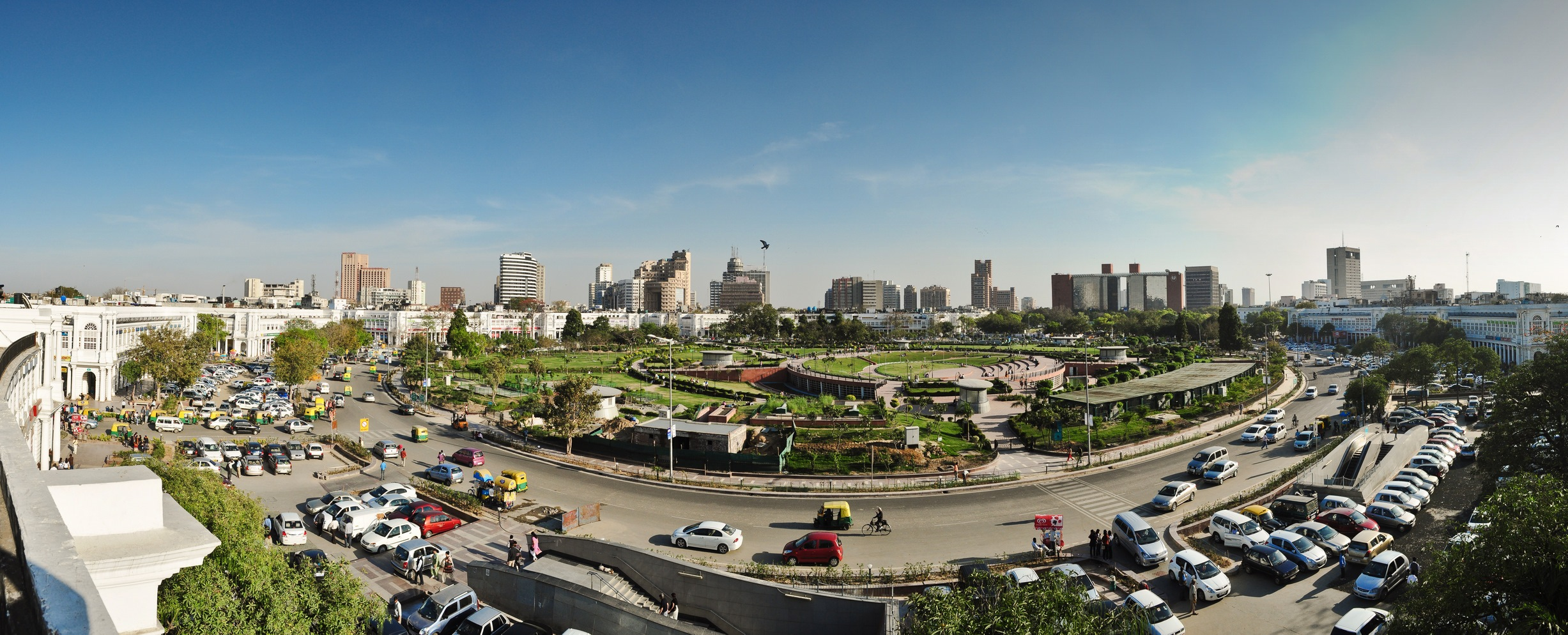
Déli tem uma população de 31,87 milhões (área urbana)
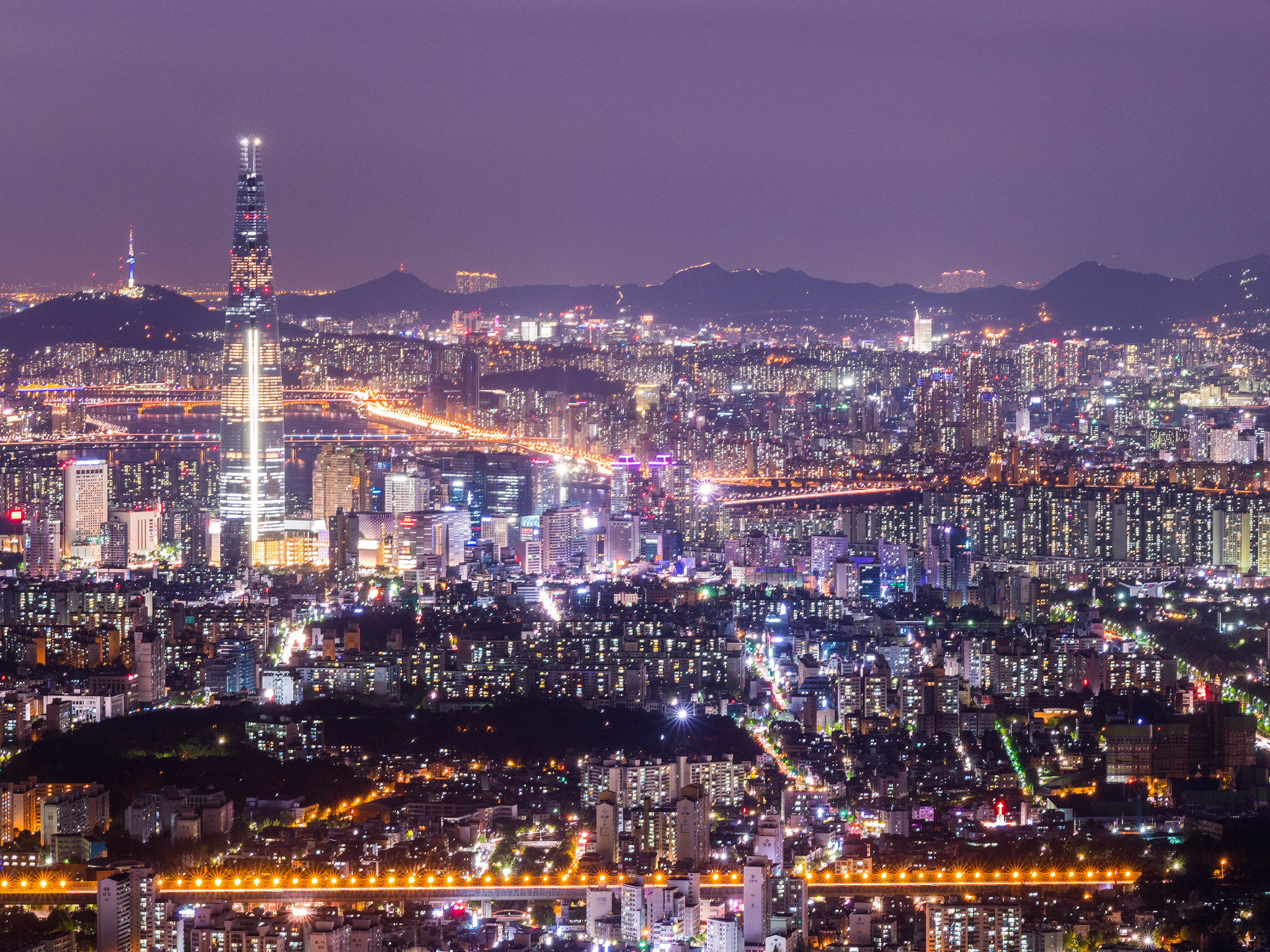
Seul tem uma população de 25,51 milhões (região metropolitana)

| Cidade                | País                           | est. de 2018 da ONU | Delimitação administrativa     | Delimitação administrativa | Delimitação administrativa | Delimitação administrativa | Região metropolitana | Região metropolitana | Região metropolitana | Área urbana | Área urbana | Área urbana      |
| Cidade                | País                           | est. de 2018 da ONU | Definição                      | População                  | Área (km2)                 | Densidade (/km2)           | População            | Área (km2)           | Densidade (/km2)     | População   | Área (km2)  | Densidade (/km2) |
| --------------------- | ------------------------------ | ------------------- | ------------------------------ | -------------------------- | -------------------------- | -------------------------- | -------------------- | -------------------- | -------------------- | ----------- | ----------- | ---------------- |
| Tóquio                | Japão                          | 37 468 000          | Prefeitura metropolitana       | 13 515 271                 | 2 191                      | 6 169                      | 37 274 000           | 13 452               | 2 771                | 39 105 000  | 8 231       | 4 751            |
| Déli                  | Índia                          | 28 514 000          | Capital                        | 16 753 235                 | 1 484                      | 11 289                     | 29 000 000           | 3 483                | 8 326                | 31 870 000  | 2 233       | 14 272           |
| Xangai                | China                          | 25 582 000          | Município                      | 24 870 895                 | 6 341                      | 3 922                      | —                    | —                    | —                    | 22 118 000  | 4 069       | 5 436            |
| São Paulo             | Brasil                         | 21 650 000          | Município                      | 12 252 023                 | 1 521                      | 8 055                      | 21 734 682           | 7 947                | 2 735                | 22 495 000  | 3 237       | 6 949            |
| Cidade do México      | México                         | 21 581 000          | Capital                        | 9 209 944                  | 1 485                      | 6 202                      | 21 804 515           | 7 866                | 2 772                | 21 505 000  | 2 385       | 9 017            |
| Cairo                 | Egito                          | 20 076 000          | Província                      | 9 500 000                  | 3 085                      | 3 079                      | —                    | —                    | —                    | 19 787 000  | 2 010       | 9 844            |
| Mumbai                | Índia                          | 19 980 000          | Município                      | 12 478 447                 | 603                        | 20 694                     | 24 400 000           | 4 355                | 5 603                | 22 186 000  | 1 008       | 22 010           |
| Pequim                | China                          | 19 618 000          | Município                      | 21 893 095                 | 16 411                     | 1 334                      | —                    | —                    | —                    | 19 437 000  | 4 172       | 4 659            |
| Daca                  | Bangladesh                     | 19 578 000          | Capital                        | 8 906 039                  | 338                        | 26 349                     | 14 543 124           | —                    | —                    | 16 839 000  | 456         | 36 928           |
| Osaka                 | Japão                          | 19 281 000          | Cidade designada               | 2 725 006                  | 225                        | 12 111                     | 19 303 000           | 13 228               | 1 459                | 15 490 000  | 3 020       | 5 129            |
| Nova Iorque           | Estados Unidos                 | 18 819 000          | Cidade                         | 8 804 190                  | 778                        | 11 316                     | 20 140 470           | 12 093               | 1 665                | 23 582 649  | 34 493      | 684              |
| Carachi               | Paquistão                      | 15 400 000          | Cidade metropolitana           | 14 910 352                 | 3 530                      | 4 224                      | 16 051 521           | 3 780                | 4 246                | 15 292 000  | 1 044       | 14 648           |
| Buenos Aires          | Argentina                      | 14 967 000          | Cidade autônoma                | 3 054 300                  | 203                        | 15 046                     | 12 806 866           | —                    | —                    | 16 216 000  | 3 222       | 5 033            |
| Xunquim               | China                          | 14 838 000          | Município                      | 32 054 159                 | 82 403                     | 389                        | —                    | —                    | —                    | 8 261 000   | 1 536       | 5 378            |
| Istambul              | Turquia                        | 14 751 000          | Município metropolitano        | 15 519 267                 | 5 196                      | 2 987                      | —                    | —                    | —                    | 15 311 000  | 1 375       | 11 135           |
| Calcutá               | Índia                          | 14 681 000          | Município                      | 4 496 694                  | 205                        | 21 935                     | 14 035 959           | 1 851                | 7 583                | 18 698 000  | 1 352       | 13 830           |
| Manila                | Filipinas                      | 13 482 000          | Capital                        | 1 780 148                  | 43                         | 41 399                     | 12 877 253           | 620                  | 20 770               | 23 971 000  | 1 873       | 12 798           |
| Lagos                 | Nigéria                        | 13 463 000          | —                              | —                          | —                          | —                          | 21 000 000           | 1 171                | 17 933               | 15 487 000  | 1 966       | 7 877            |
| Rio de Janeiro        | Brasil                         | 13 293 000          | Município                      | 6 520 000                  | 1 221                      | 5 340                      | 12 644 321           | 5 327                | 2 374                | 12 486 000  | 2 020       | 6 181            |
| Tianjin               | China                          | 13 215 000          | Município                      | 13 866 009                 | 11 920                     | 1 163                      | —                    | —                    | —                    | 10 932 000  | 2 813       | 3 886            |
| Quinxassa             | República Democrática do Congo | 13 171 000          | Cidade-província               | 11 462 000                 | 9 965                      | 1 150                      | —                    | —                    | —                    | 15 056 000  | 466         | 32 309           |
| Cantão                | China                          | 12 638 000          | Cidade-prefeitura              | 14 498 400                 | 7 434                      | 1 950                      | —                    | —                    | —                    | 21 489 000  | 4 341       | 4 950            |
| Los Angeles           | Estados Unidos                 | 12 458 000          | Cidade                         | 3 990 456                  | 1 214                      | 3 287                      | 13 291 486           | 12 559               | 1 058                | 15 477 000  | 6 351       | 2 437            |
| Moscou                | Rússia                         | 12 410 000          | Cidade federal                 | 13 200 000                 | 2 511                      | 5 257                      | 20 004 462           | —                    | —                    | 17 693 000  | 5 879       | 3 010            |
| Shenzhen              | China                          | 11 908 000          | Cidade-prefeitura              | 12 528 300                 | 2 050                      | 6 111                      | —                    | —                    | —                    | 14 678 000  | 1 803       | 8 141            |
| Lahore                | Paquistão                      | 11 738 000          | Cidade metropolitana           | 11 126 000                 | 1 772                      | 6 279                      | —                    | —                    | —                    | 11 148 000  | 852         | 13 085           |
| Bangalor              | Índia                          | 11 440 000          | Município                      | 8 443 675                  | 709                        | 11 909                     | —                    | —                    | —                    | 13 999 000  | 1 204       | 11 627           |
| Paris                 | França                         | 10 901 000          | Comuna                         | 2 148 271                  | 105                        | 20 460                     | 12 244 807           | —                    | —                    | 11 027 000  | 2 844       | 3 877            |
| Bogotá                | Colômbia                       | 10,574,000          | Capital                        | 7 963 000                  | 1 587                      | 5 018                      | 12 545 272           | 5 934                | 2 114                | 9 274 000   | 562         | 16 502           |
| Jacarta               | Indonésia                      | 10 517 000          | Capital                        | 10 154 134                 | 664                        | 15 292                     | 33 430 285           | 7 063                | 4 733                | 35 362 000  | 3 541       | 9 986            |
| Chenai                | Índia                          | 10,456,000          | Município                      | 6 727 000                  | 426                        | 15 791                     | —                    | —                    | —                    | 11 564 000  | 1 085       | 10 658           |
| Lima                  | Peru                           | 10 391 000          | Município metropolitano        | 8 894 000                  | 2 672                      | 3 329                      | 9 569 468            | 2 819                | 3 395                | 8 992 000   | 891         | 10 092           |
| Banguecoque           | Tailândia                      | 10 156 000          | Área adminsitrativa especial   | 8 305 218                  | 1 569                      | 5 293                      | 16 255 900           | 7 762                | 2 094                | 17 573 000  | 3 199       | 5 493            |
| Seul                  | Coreia do Sul                  | 9 963 000           | Capital                        | 10 013 781                 | 605                        | 16 208                     | 25 514 000           | 11 704               | 2 180                | 22 394 000  | 2 769       | 8 087            |
| Nagoia                | Japão                          | 9 507 000           | Cidade designada               | 2 320 361                  | 326                        | 7 118                      | 9 363 000            | 7 271                | 1 288                | 9 522 000   | 3 704       | 2 571            |
| Haiderabade           | Índia                          | 9 482 000           | Município                      | 6 993 262                  | 650                        | 10 759                     | —                    | —                    | —                    | 9 840 000   | 1 274       | 7 724            |
| Londres               | Reino Unido                    | 9 046 000           | Capital                        | 8 825 001                  | 1 572                      | 5 614                      | 14 372 596           | 8 382                | 1 715                | 11 120 000  | 1 738       | 6 398            |
| Teerã                 | Irã                            | 8 896 000           | Capital                        | 9 033 003                  | 751                        | 12 028                     | —                    | —                    | —                    | 13 819 000  | 1 704       | 8 110            |
| Chicago               | Estados Unidos                 | 8 864 000           | Cidade                         | 2 746 388                  | 589                        | 4 663                      | 9 618 502            | 18 640               | 516                  | 9 013 000   | 7 006       | 1 286            |
| Chengdu               | China                          | 8 813 000           | Cidade-prefeitura              | 16 044 700                 | 14 378                     | 1 116                      | —                    | —                    | —                    | 11 920 000  | 1 829       | 6 517            |
| Nanquim               | China                          | 8 245 000           | Cidade-prefeitura              | 7 260 000                  | 6 582                      | 1 103                      | —                    | —                    | —                    | 7 729 000   | 1 614       | 4 789            |
| Wuhan                 | China                          | 8 176 000           | Cidade-prefeitura              | 10 892 900                 | 8 494                      | 1 282                      | —                    | —                    | —                    | 9 729 000   | 1 722       | 5 650            |
| Cidade de Ho Chi Minh | Vietnã                         | 8 145 000           | Município                      | 7 431 000                  | 2 061                      | 3 606                      | —                    | —                    | —                    | 13 954 000  | 1 637       | 8 524            |
| Luanda                | Angola                         | 7 774 000           | Município                      | 2 165 867                  | 116                        | 18 671                     | —                    | —                    | —                    | 8 883 000   | 1 005       | 8 839            |
| Amedabade             | Índia                          | 7 681 000           | Município                      | 5 570 585                  | 464                        | 12 006                     | 6 300 000            | —                    | —                    | 7 717 000   | 360         | 21 436           |
| Kuala Lumpur          | Malásia                        | 7 564 000           | Cidade                         | 1 768 000                  | 243                        | 7 276                      | 7 200 000            | 2 793                | 2 578                | 8 639 000   | 2 163       | 3 994            |
| Xian                  | China                          | 7 444 000           | Cidade-prefeitura              | 8 989 000                  | 10 135                     | 887                        | —                    | —                    | —                    | 7 090 000   | 1 093       | 6 487            |
| Honguecongue          | China                          | 7 429 000           | Região administrativa especial | 7 298 600                  | 1 104                      | 6 611                      | —                    | —                    | —                    | 7 398 000   | 290         | 25 510           |
| Dongguan              | China                          | 7 360 000           | Cidade-prefeitura              | 8 342 500                  | 2 465                      | 3 384                      | —                    | —                    | —                    | 8 142 000   | 1 759       | 4 629            |
| Hancheu               | China                          | 7,236,000           | Cidade-prefeitura              | 9 468 000                  | 16 596                     | 570                        | —                    | —                    | —                    | 6 713 000   | 1 445       | 4 646            |
| Foshan                | China                          | 7 236 000           | Cidade-prefeitura              | 7 197 394                  | 3 848                      | 1 870                      | —                    | —                    | —                    | —           | —           | —                |
| Shenyang              | China                          | 6 921 000           | Cidade-prefeitura              | 8 294 000                  | 12 980                     | 639                        | —                    | —                    | —                    | 7 208 000   | 1 515       | 4 758            |
| Riade                 | Arábia Saudita                 | 6 907 000           | Município                      | 6 694 000                  | 1 913                      | 3 499                      | —                    | —                    | —                    | 6 889 000   | 1 673       | 4 118            |
| Bagdá                 | Iraque                         | 6 812 000           | Província urbana               | 8 126 755                  | 5 200                      | 1 563                      | —                    | —                    | —                    | 6 107 000   | 694         | 8 800            |
| Santiago              | Chile                          | 6 680 000           | Comuna                         | 236 453                    | 22                         | 10 748                     | 7 112 808            | 15 403               | 462                  | 7 026 000   | 1 147       | 6 126            |
| Surrate               | Índia                          | 6 564 000           | Município                      | 4 466 826                  | 327                        | 13 660                     | —                    | —                    | —                    | 4 875 000   | 238         | 20 483           |
| Madrid                | Espanha                        | 6 497 000           | Município                      | 3 266 126                  | 606                        | 5 390                      | 6 641 649            | —                    | —                    | 6 006 000   | 1 365       | 4 400            |
| Sucheu                | China                          | 6 339 000           | Cidade-prefeitura              | 10 721 700                 | 8 488                      | 1 263                      | —                    | —                    | —                    | 5 103 000   | 1 386       | 3 682            |
| Pune                  | Índia                          | 6 276 000           | Município                      | 3 124 458                  | 276                        | 11 321                     | 7 276 000            | 7 256                | 1 003                | 7 948 000   | 650         | 12 228           |
| Harbin                | China                          | 6 115 000           | Cidade-prefeitura              | 10 635 971                 | 53 068                     | 200                        | —                    | —                    | —                    | 4 583 000   | 671         | 6 830            |
| Houston               | Estados Unidos                 | 6 115 000           | Cidade                         | 2 325 502                  | 1 553                      | 1 497                      | 6 997 384            | 21 395               | 327                  | 6 529 000   | 4 931       | 1 324            |
| Dallas                | Estados Unidos                 | 6 099 000           | Cidade                         | 1 345 047                  | 882                        | 1 525                      | 7 470 158            | 22 463               | 333                  | 6 960 000   | 5 278       | 1 319            |
| Toronto               | Canadá                         | 6 082 000           | Cidade                         | 2 731 571                  | 630                        | 4 336                      | 5 928 040            | 5 906                | 1 004                | 6 985 000   | 2 300       | 3 037            |
| Dar es Salaam         | Tanzânia                       | 6 048 000           | Cidade                         | 4 364 541                  | 1 393                      | 3 133                      | —                    | —                    | —                    | 7 461 000   | 961         | 7 764            |
| Miami                 | Estados Unidos                 | 6 036 000           | Cidade                         | 470 914                    | 92                         | 5 119                      | 6 158 824            | 15 890               | 388                  | 6 212 000   | 3 313       | 1 875            |
| Belo Horizonte        | Brasil                         | 5 972 000           | Município                      | 2 502 557                  | 330                        | 7 584                      | 5 156 217            | 9 459                | 545                  | 5 159 000   | 1 288       | 4 005            |
| Singapura             | Singapura                      | 5 792 000           | Cidade-Estado                  | 5 638 700                  | 725                        | 7 778                      | —                    | —                    | —                    | 5 271 000   | 1 287       | 4 096            |
| Filadélfia            | Estados Unidos                 | 5 695 000           | Cidade-condado consolidada     | 1 526 006                  | 369                        | 4 136                      | 6 096 120            | —                    | —                    | 5 697 000   | 5 429       | 1 049            |
| Atlanta               | Estados Unidos                 | 5 572 000           | Cidade                         | 420 003                    | 354                        | 1 186                      | 5 949 951            | 21 690               | 274                  | 5 434 000   | 7 400       | 734              |
| Fukuoka               | Japão                          | 5 551 000           | Cidade designada               | 1 588 924                  | 343                        | 4 632                      | —                    | —                    | —                    | 2 280 000   | 505         | 4 515            |
| Cartum                | Sudão                          | 5 534 000           | —                              | 639 598                    | 22 142                     | 29                         | 5 274 321            | —                    | —                    | 6 017 000   | 1 031       | 5 836            |
| Barcelona             | Espanha                        | 5 494 000           | Município                      | 1 620 343                  | 101                        | 16 043                     | 5 474 482            | —                    | —                    | 4 735 000   | 1 072       | 4 417            |
| Joanesburgo           | África do Sul                  | 5 486 000           | Município metropolitano        | —                          | —                          | —                          | —                    | —                    | —                    | 14 167 000  | 4 040       | 3 507            |
| São Petersburgo       | Rússia                         | 5 383 000           | Cidade federal                 | —                          | —                          | —                          | —                    | —                    | —                    | 5 207 000   | 1 373       | 3 792            |
| Qingdao               | China                          | 5 381 000           | Cidade-prefeitura              | —                          | —                          | —                          | —                    | —                    | —                    | 6 232 000   | 1 655       | 3 766            |
| Dalian                | China                          | 5 300 000           | Cidade-prefeitura              | —                          | —                          | —                          | —                    | —                    | —                    | 3 994 000   | 987         | 4 047            |
| Washington, DC        | Estados Unidos                 | 5 207 000           | Distrito federal               | 702 455                    | 177                        | 3 969                      | 6 263 245            | 17 009               | 368                  | 7 583 000   | 5 501       | 1 378            |
| Rangum                | Myanmar                        | 5 157 000           | Município                      | —                          | —                          | —                          | —                    | —                    | —                    | 6 497 000   | 603         | 10 774           |
| Alexandria            | Egito                          | 5 086 000           | Província urbana               | —                          | —                          | —                          | —                    | —                    | —                    | 4 857 000   | 293         | 16 577           |
| Jinan                 | China                          | 5 052 000           | Cidade-prefeitura              | 8 700 000                  | 10 244                     | 849                        | —                    | —                    | —                    | 4 381 000   | 798         | 5 490            |
| Guadalajara           | México                         | 5 023 000           | Município                      | 1 385 621                  | 151                        | 9 176                      | 5 286 642            | 3 560                | 1 485                | 5 437 000   | 313         | 17 371           |